# Shining (Zweedse band)
Shining is een Zweedse blackmetalband die in 1996 werd opgericht door Niklas Kvarforth. Hij is anno 2011 de zanger in de band. De stijl van Shining wordt gekenmerkt door een depressief geluid en, op latere albums, duidelijke songstructuren. De teksten gaan vooral over zelfmoord en depressie.
Volgens Niklas Kvarforth heeft de naam van de band niets te maken met het gelijknamige boek van Stephen King, maar staat hij voor "het pad naar verlichting".

## Geschiedenis
In 2004 ging de band uit elkaar. Het vierde album, IV: The Eerie Cold, zou hun laatste zijn geweest, maar later dat jaar besloot de band toch weer verder te gaan. In 2007 bracht Shining het album V: Halmstad uit, welke gezien wordt als het muzikale hoogtepunt van de band tot nu toe. Het album kreeg in 2009 met VI: Klagopsalmer een opvolger. In de loop van 2011 kwam, met een vertraging van inmiddels ruim twee jaar, het zevende studioalbum: VII: Född Förlorare  uit.

## Muziek
Shining probeert in zijn teksten mensen aan te zetten tot automutilatie en zelfmoord. Volgens de zanger van de band, Niklas Kvarforth, hebben inmiddels meerdere mensen zich door de invloed van Shining van het leven beroofd. De muziek van Shining was op eerdere albums nog te karakteriseren als black metal, maar inmiddels lijkt de stijl meer op dark metal met veel experimentele invloeden, tempowisselingen, duidelijke songstructuren en af en toe het gebruik van zuivere zang en akoestische gitaar.

## Bandleden

### Huidige bandleden
- Niklas Kvarforth (ook bekend als "Ghoul") - zang, gitaar (1996 tot nu)
- Fredric "Wredhe" Gråby - slaggitaar & sologitaar (2006 tot nu)
- Peter Huss - solo- en slaggitaar (2005 tot nu)
- Christian Larsson - basgitaar (2010 tot nu)
- Rainer Tuomikanto - drums (2012 tot nu)

### Voormalige bandleden
Zangers
- Andreas Classen (2000, zang op Within Deep Dark Chambers)
- Robert (1998, zang op Submit to Selfdestruction)

Gitaristen
- Håkan "Inisis" Ollars (2002)
- John Doe (2005–2006)
- Casado (2005–2006)

Bassisten
- Tusk (2000–2001)
- Johan Hallander (2005–2007)
- Phil A. Cirone (2001–2005, 2007–2008)
- Andreas Larssen (2008–2010)

Drummers
- Ted "Impaler" Wedebrand (1998–2001)
- Jan Axel "Hellhammer" Blomberg (2001–2004)
- Jarle "Uruz" Byberg (2007–2008)
- Rickard "Rille" Schill (2008–2010)
- Ludwig Witt (2005–2007, 2011-2012)

## Discografie

### Studioalbums
- Within Deep Dark Chambers (2000)
- Livets ändhållplats (2001)
- III - Angst, självdestruktivitetens emissarie (2002)
- IV - The Eerie Cold (2005)
- V - Halmstad (2007)
- VI - Klagopsalmer  (2009)
- VII - Född förlorare (2011)
- Redefining Darkness (2012)
- IX - Everyone, Everything, Everywhere, Ends (2015)
- X – Varg Utan Flock (2018)

### Ep's en compilaties
- Submit to Selfdestruction (EP) (1998)
- Dolorian/Shining (Split EP) (2004)
- Through Years of Oppression (Rarity compilation) (2004)
- The Darkroom Sessions (Rehearsal compilation) (2004)
- Shining/Den Saakaldte (Split EP) (2008)
- Shining/MonumentuM (Split EP) (2013)